# Albert Réville
Albert Réville (Dieppe, 1826 – Parigi, 1906) è stato uno storico delle religioni, teologo e pastore protestante francese.

## Biografia
Insegnò, dal 1880, al Collège de France. Fu presidente della sezione di scienze religiose presso l'École pratique des hautes études. Scrisse, oltre a varie opere sulla storia dei dogmi, una monografia sul predicatore Theodore Parker.

## Opere
- De la rédemption (1859)
- Manuel d'instruction religieuse (1864)
- Théodore Parker, sa vie et ses œuvres (1865)
- Histoire du dogme de la divinité de Jésus-Christ (1869)
- Storia del Diavolo (Histoire du Diable, 1870)
- Prolégomènes de l'histoire des religions (1881)
- Histoire des religions (3 volumi, 1883 – 1889)
- Jésus de Nazareth (2 volumi, 1897)